# Bobô
Bobô, bürgerlich Deivson Rogério da Silva (* 9. Januar 1985 in Gravatá), ist ein brasilianischer Fußballspieler.

## Karriere
Bobô spielte in seiner Jugend für Corinthians São Paulo, für den er ab 2004 im Profikader stand. 2005 zog es ihn, wie viele seiner Landsleute, in den UEFA-Raum. Denn er wechselte auf Leihbasis zum türkischen Spitzenclub Beşiktaş Istanbul. Dort konnte er die Erwartungen erfüllen, so dass ihn dann Beşiktaş Istanbul endgültig kaufte. Die Ablöse lag bei 2,5 Millionen Euro. In der Saison 2006/07 erzielte Bobô in der Liga elf, im Pokal sieben und im UEFA-Cup vier Tore. Sein Vertrag lief bis 2011 und enthielt eine festgeschriebene Ablösesumme von ca. 20 Millionen Euro. Sein erstes Tor im Europapokal gelang ihm am 26. September 2006 im UEFA-Pokal gegen ZSKA Sofia, sein erstes Champions-League-Tor erzielte er am 24. Oktober 2007 gegen den FC Liverpool.
Am 10. November 2007 schoss er für Beşiktaş sein 39. Tor, womit er zum erfolgreichsten ausländischen Torschützen der Vereinsgeschichte wurde.
Nach einer kurzen Rückkehr in seine brasilianische Heimat zu Cruzeiro Belo Horizonte wechselte Bobô zur Saison 2012/13 wieder in die Türkei zum Ligakonkurrenten Kayserispor. Mit diesem Verein erreichte er zum Saisonende die Zweitligameisterschaft und damit den Aufstieg in die Süper Lig.
Im Sommer 2015 wechselte er zu Grêmio Porto Alegre. Nach Grêmio Porto Alegre ging es für Bobô nach Australien zu Sydney FC. Dort wurde er in der Saison 2016/17 australischer Meister. Im Sommer 2018 kehrte der Stürmer zurück in die Türkei und unterschrieb bei Alanyaspor einen Zweijahresvertrag. Doch hier wurde sein Vertrag schon sieben Monate später wieder aufgelöst und Bobô war bis zum September 2019 ohne Verein, ehe ihn der Hyderabad FC aus der Indian Super League unter Vertrag nahm. Ein Jahr später war er kurzzeitig für den Zweitligisten Oeste FC in seiner Heimat Brasilien aktiv. Nach dessen Abstieg wechselte er Anfang 2021 zurück zu seinen ehemaligen Klub Sydney FC in die australische A-League.

## Sonstiges
Beim Ligaspiel gegen Trabzonspor am 20. Oktober 2007, bei dem Bobô auch ein Tor erzielte, stellte er sich in der 79. Minute ins Tor, da Torwart Rüştü Reçber des Platzes verwiesen wurde und bereits drei Auswechslungen gemacht wurden. Er verhinderte mehrere Torchancen des Gegners und schaffte es, bis zum Abpfiff kein Gegentor zu kassieren. Das Spiel endete 3:2 für Beşiktaş. Seitdem trägt er den Spitznamen "der Tiger von Avni Aker" (türkisch: Avni Aker Kaplani). Eine ähnliche Situation geschah bei Beşiktaş bereits 2005, als beim Auswärtsspiel gegen Fenerbahçe der Torwart des Platzes verwiesen wurde und anschließend Daniel Pancu im Tor stand. Dieser bekam den Spitznamen "der Panther von Kadıköy" (türkisch: Kadıköy Panteri) verliehen.

## Statistiken in der Türkei
| Saison    | Türkische Liga | Türkische Liga | Türkischer Pokal | Türkischer Pokal | Türkischer Supercup | Türkischer Supercup | Europa | Europa | Insgesamt | Insgesamt |
| Saison    | Spiele         | Tore           | Spiele           | Tore             | Spiele              | Tore                | Spiele | Tore   | Spiele    | Tore      |
| --------- | -------------- | -------------- | ---------------- | ---------------- | ------------------- | ------------------- | ------ | ------ | --------- | --------- |
| 2005–2006 | 14             | 05             | 07               | 04               | 0-                  | 0-                  | 0-     | 0-     | 021       | 09        |
| 2006–2007 | 27             | 11             | 09               | 07               | 01                  | 0                   | 05     | 02     | 043       | 20        |
| 2007–2008 | 21             | 10             | 03               | 01               | 01                  | 01                  | 07     | 04     | 032       | 16        |
| 2008–2009 | 32             | 11             | 08               | 07               | 0-                  | 0-                  | 01     | 01     | 043       | 020       |
| 2009–2010 | 29             | 12             | 03               | 01               | 01                  | 0                   | 05     | 01     | 038       | 014       |
| 2010–2011 | 10             | 07             | 02               | 02               | 0-                  | 0-                  | 10     | 04     | 022       | 013       |
| 2018–2019 | 11             | 0              | 03               | 03               | 0-                  | 0-                  | 0-     | 0-     | 014       | 03        |
| Insgesamt | 142            | 56             | 35               | 25               | 03                  | 01                  | 28     | 012    | 213       | 85        |

## Nationalmannschaft
Bobô hatte bereits im Jahre 2005 viermal für die Auswahl Brasiliens bei der U-20-Weltmeisterschaft gespielt. Am 5. Februar 2008 wurde der Stürmer von Dunga zur Nationalmannschaft eingeladen, jedoch kam er zu keinem Einsatz.

## Erfolge

### Verein
Beşiktaş Istanbul 
- Türkischer Meister: 2009
- Türkischer Pokalsieger: 2006, 2007, 2009
- Türkischer Supercupsieger: 2006

Kayserispor
- Meister der TFF 1. Lig und Aufstieg in die Süper Lig: 2014/15

Sydney FC
- Australischer Meister: 2017
- A-League Premiership: 2017, 2018

### Nationalmannschaft
- Dritter bei der U-20-WM 2005 mit Brasilien

## Auszeichnungen
- Torschützenkönig des türkischen Pokals: 2007, 2009
- Torschützenkönig der U-20-WM: 2005
- Torschützenkönig der A-League: 2018